# Sinners Never Sleep
Sinners Never Sleep è il terzo album in studio del gruppo musicale britannico You Me at Six, pubblicato nel 2011.

## Tracce
1. Loverboy – 3:16
2. Jaws on the Floor – 2:44
3. Bite My Tongue (feat. Oliver Sykes) – 3:41
4. This Is the First Thing – 3:12
5. No One Does It Better – 4:40
6. Little Death – 3:10
7. Crash – 5:09
8. Reckless – 4:29
9. Time Is Money (feat. Winston McCall) – 2:54
10. Little Bit of Truth – 5:30
11. The Dilemma – 2:50
12. When We Were Younger – 6:11

## Formazione
- Josh Franceschi – voce
- Chris Miller – chitarra
- Max Helyer – chitarra, cori
- Matt Barnes – basso
- Dan Flint – batteria, percussioni

## Classifiche
| Classifica (2011) | Posizione massima |
| ----------------- | ----------------- |
| Regno Unito       | 3                 |